# 賴盈螢
賴盈螢（Kanny Lai，1987年11月5日—），台湾演员，暱稱辣子，台灣獨立創作樂團史派西SpyC樂團主唱。畢業於國立台灣大學戲劇學系，為台大十三妹之「戏剧辣」，其在校時出演台大戏剧創系十年大戏音樂剧木蘭少女女主角花木蘭。2011年通过“非常林奕华”港台两地演员甄选，参与该团舞台剧《贾宝玉》的演出，饰演王熙凤及其他角色等。並于2009年獲得第22屆Yamaha全國熱門流行音樂大賽最佳主唱。於2017《木蘭少女》再度出演女主角花木蘭，活躍於亞洲劇場界，為華人戲劇圈演歌舞兼具的優秀菁英。

## 演出作品

### 舞台剧
- 《茶花女》（台湾两厅院旗舰制作铃木忠志音乐剧）
- 《十年》（爱乐剧工厂音乐剧）
- 《正声 60，筑梦踏实》（爱乐剧工厂音乐剧）
- 《都是陈雷惹的祸》（创剧团）
- 《小情歌实验中文流行音乐剧》（曙光剧团X雷克雅未克实验室）
- 《金蕉岁月》（大风剧团音乐剧）
- 《木兰少女》（台大戲劇）
- 《賈寶玉》（非常林奕華）
- 《三國》（非常林奕華）
- 《梁祝的继承者们》（非常林奕華）
- 《八月在我家》（綠光劇團）
- 《聖誕快樂》（親愛的劇團）
- 《瘋戲樂Cabaret》（瘋戲樂工作室）
- 《男言之隱》（故事工廠）
- 《日落是我對妳的感覺》（小城實驗劇團）
- 《天祭》(愛樂劇工廠音樂劇)
- 《木蘭少女》（瘋戲樂工作室x台南人劇團）
- 《情人哏裡出西施》 （全民大劇團）
- 《偽婚男女》（故事工廠）

### 影视剧
- 《云顶天很蓝》（台湾客家电视台）

## 外部連結
- 我是辣子，賴盈螢的Facebook專頁
- Kanny Lai的Facebook專頁
- 高學歷闖星河 「戲劇辣」賴盈螢：有料才重要！ （页面存档备份，存于）
- 賴盈螢 不孤單的獨處 - 國家表演藝術中心-國家兩廳院 《PAR表演藝術》雜誌社  http://par.npac-ntch.org/article/show/1467438572158370 （页面存档备份，存于）
- HOLA聖誕快閃暖心《稻香》反應熱　陳乃榮：吐血也值得 | ETtoday消費新聞 | ETtoday 東森新聞雲 手機版 | ETtoday MobileWeb  http://www.ettoday.net/news/20151222/615787.htm （页面存档备份，存于）